# أندرو جونز (لاعب كريكت نيوزلندي)
أندرو جونز (9 مايو 1959 في نيوزيلندا - ) (بالإنجليزية: Andrew Jones)‏ هو لاعب كريكت نيوزلندي. شارك مع منتخب نيوزيلندا الوطني للكريكت.

## وصلات خارجية
- أندرو جونز على موقع إي آس بي آن كريك إنفو (الإنجليزية)